# Терешківська сільська рада (Красилівський район)
Тере́шківська сільська́ ра́да — адміністративно-територіальна одиниця та орган місцевого самоврядування у Красилівському районі Хмельницької області. Адміністративний центр — село Терешки.

## Загальні відомості
- Населення ради: 874 особи (станом на 2001 рік)

## Населені пункти
Сільській раді підпорядковані населені пункти:
- с. Терешки
- с. Нові Терешки
- с. Маленки

## Склад ради
Рада складається з 12 депутатів та голови.
- Голова ради:
- Секретар ради: Козачук Лариса Миколаївна

### Керівний склад попередніх скликань
| Прізвище, ім'я, по батькові      | Основні відомості                                                                       | Дата обрання | Дата звільнення |
| -------------------------------- | --------------------------------------------------------------------------------------- | ------------ | --------------- |
| Капустинський Володимир Петрович | Сільський голова, 1959 року народження, освіта середня спеціальна, безпартійний         | 26.03.2006   | 31.10.2010      |
| Капустинський Володимир Петрович | Сільський голова, 1959 року народження, освіта середня спеціальна, член Народної партії | 31.10.2010   | 08.12.2014      |

Примітка: таблиця складена за даними сайту Верховної Ради України

### Депутати
За результатами місцевих виборів 2010 року депутатами ради стали:

#### За суб'єктами висування
| Суб'єкт висування                 | Кількість обраних депутатів | %    |
| --------------------------------- | --------------------------- | ---- |
| Народна партія                    | 4                           | 33,3 |
| Партія регіонів                   | 4                           | 33,3 |
| Самовисування                     | 2                           | 16,7 |
| Політична партія «Сильна Україна» | 1                           | 8,3  |
| Соціалістична партія України      | 1                           | 8,3  |

#### За округами
| № округу                          | Прізвище, ім'я, по батькові        | Дата визнання обраним | Освіта             | Партійна приналежність | Відомості про обраного депутата             |
| --------------------------------- | ---------------------------------- | --------------------- | ------------------ | ---------------------- | ------------------------------------------- |
| Народна Партія                    |                                    |                       |                    |                        |                                             |
| 5                                 | Слободенюк Катерина Іванівна       | 03.11.2010            | вища               | член Народної партії   | Терешківський ДНЗ, зовідуюча                |
| 6                                 | Дебенюк Лідія Станіславівна        | 03.11.2010            | вища               | член Народної партії   | Терешківська загальноосвітня школа, вчитель |
| 8                                 | Каштипер Іван Леонідович           | 03.11.2010            | середня            | член Народної партії   | Теофіпольський цукровий завод, робітник     |
| 10                                | Швендю Наталія Григорівна          | 03.11.2010            | середня            | член Народної партії   | Красилівський ТЦСЗ, соціальний працівник    |
| Партія регіонів                   |                                    |                       |                    |                        |                                             |
| 3                                 | Зубчук Микола Якович               | 03.11.2010            | середня спеціальна | позапартійний          | ВАТС «Антонінське», робітник                |
| 7                                 | Новосельський Микола Станіславович | 03.11.2010            | середня            | член Партії регіонів   | ВАТС «Антонінське», тракторист              |
| 9                                 | Ярощук Володимир Феодосійович      | 03.11.2010            | середня            | член Партії регіонів   | ВАТ «Красилівгаз», слюсар                   |
| 12                                | Поляновський Микола Олексійович    | 03.11.2010            | середня спеціальна | член Партії регіонів   | ВАТС «Антонінське», механік                 |
| Політична партія «Сильна Україна» |                                    |                       |                    |                        |                                             |
| 11                                | Козачук Лариса Миколаївна          | 03.11.2010            | середня спеціальна | позапартійна           | Терешківська сільська рада, секретар        |
| Соціалістична партія України      |                                    |                       |                    |                        |                                             |
| 2                                 | Кондратюк Людмила Степанівна       | 03.11.2010            | вища               | позапартійна           | Терешківська загальноосвітня школа, вчитель |
| Самовисування                     |                                    |                       |                    |                        |                                             |
| 1                                 | Іванчук Микола В'ячеславович       | 03.11.2010            | середня спеціальна | позапартійний          | ВАТС «Антонінське», завідувач складом       |
| 4                                 | Дубенюк Сергій Іванович            | 03.11.2010            | середня спеціальна | позапартійний          | Терешківський СБК, директор                 |